# Linyphia bifasciata
Linyphia bifasciata là một loài nhện trong họ Linyphiidae.
Loài này thuộc chi Linyphia. Linyphia bifasciata được Frederick Octavius Pickard-Cambridge miêu tả năm 1902.